# JW Marriott Bucharest Grand Hotel
JW Marriott Bucharest Grand Hotel este un hotel de cinci stele din București, deschis în anul 1999 într-o clădire începută în 1986 după planurile arhitectei Ligia Popp. Are 402 camere și cea mai mare cifră de afaceri între hotelurile din București – 40 milioane euro în 2007 și 38 milioane euro în 2008. Hotelul este administrat de Societatea Companiilor Hoteliere Grand . În anul 2009, a avut o cifră de afaceri de 109,3 milioane lei.
Spațiile de conferință ale hotelului sunt extrem de versatile și diverse, acoperind o arie largă de evenimente. 
Cea mai mare sală a hotelului este Grand Ballroom, care are 633 m2. Este divizibilă în 4 secțiuni, fiind renovată în martie 2010. În 2013, au fost finalizate lucrările de renovare ale recepției, holului și barului aflat la intrarea în hotel. În cadrul hotelului există 6 restaurante.